# Elodes tricuspis
Elodes tricuspis is een keversoort uit de familie moerasweekschilden (Scirtidae). De wetenschappelijke naam van de soort werd in 1984 gepubliceerd door Nyholm.